# Garbergstjärnen
Garbergstjärnen är en sjö i Kalix kommun i Norrbotten och ingår i Sangisälvens huvudavrinningsområde.